# Міссокі (округ)
Шаблон:StateAbbr_ 44°20′ пн. ш. 85°06′ зх. д. / 44.34° пн. ш. 85.1° зх. д.
Округ  Міссокі (англ. Missaukee County) — округ (графство) у штаті Мічиган, США. Ідентифікатор округу 26113.

## Історія
Округ утворений 1871 року.

## Демографія
За даними перепису 
2000 року 
загальне населення округу становило 14478 осіб, усе сільське.
Серед мешканців округу чоловіків було 7222, а жінок — 7256. В окрузі було 5450 домогосподарств, 4046 родин, які мешкали в 8621 будинках.
Середній розмір родини становив 3,03.
Віковий розподіл населення поданий у таблиці:
| Стать    | До 15 років | 15-21 | 22-29 | 30-39 | 40-49 | 50-65 | 65-85 | Понад 85 |
| -------- | ----------- | ----- | ----- | ----- | ----- | ----- | ----- | -------- |
| Чоловіки | 1623        | 720   | 584   | 990   | 1110  | 1223  | 902   | 70       |
| Жінки    | 1556        | 706   | 577   | 1004  | 1052  | 1190  | 1050  | 121      |

## Суміжні округи
- Калкаска — північ
- Кроуфорд — північний схід
- Роскоммон — схід
- Клер — південний схід
- Осеола — південний захід
- Вексфорд — захід
- Гранд-Траверс — північний захід

## Виноски
1. ↑  U.S. Decennial Census. United States Census Bureau. Архів оригіналу за 19 липня 2018. Процитовано 27 вересня 2014.
2. ↑  Historical Census Browser. University of Virginia Library. Архів оригіналу за 11 серпня 2012. Процитовано 27 вересня 2014.
3. ↑  Population of Counties by Decennial Census: 1900 to 1990. United States Census Bureau. Архів оригіналу за 15 листопада 2018. Процитовано 27 вересня 2014.
4. ↑  Census 2000 PHC-T-4. Ranking Tables for Counties: 1990 and 2000 (PDF). United States Census Bureau. Архів оригіналу (PDF) за 18 грудня 2014. Процитовано 27 вересня 2014.
5. ↑  State & County QuickFacts. United States Census Bureau. Архів оригіналу за 6 червня 2011. Процитовано 28 серпня 2013.(англ.) Наведено за англійською вікіпедією.
6. ↑  American FactFinder. Бюро перепису населення США. Архів оригіналу за 26 лютого 2012. Процитовано 31 січня 2008.

| США | Це незавершена стаття з географії США. Ви можете допомогти проєкту, виправивши або дописавши її. |